# Rhenium(IV)-bromid
Rhenium(IV)-bromid ist eine anorganische chemische Verbindung des Rheniums aus der Gruppe der Bromide.

## Gewinnung und Darstellung
Rhenium(IV)-bromid kann durch Reaktion von Rhenium(V)-chlorid mit Bor(III)-bromid gewonnen werden.
{\displaystyle \mathrm {6\ ReCl_{5}+10\ BBr_{3}\longrightarrow 6\ ReBr_{4}+3\ Br_{2}+10\ BCl_{3}} }

## Eigenschaften
Rhenium(IV)-bromid ist ein schwarzer Feststoff. Seine Kristallstruktur ist isotyp zu der von mit γ-Rhenium(IV)-chlorid.